# SN 1998dj
SN 1998dj – supernowa typu Ia odkryta 8 sierpnia 1998 roku w galaktyce NGC 788. W momencie odkrycia miała maksymalną jasność 16,10m.